# Messor julianus
Messor julianus es una especie de hormiga del género Messor, subfamilia Myrmicinae.